# Fama (Automarke)
Der  Fama war ein Kleinwagen, der nur 1924 in  Kiel gebaut wurde.
Der zweisitzige Tourenwagen besaß einen 4/14-PS-Motor, der aus 1,0 l Hubraum eine Leistung von 14 PS (10,3 kW) schöpfte.

## Quelle
- Werner Oswald: Deutsche Autos 1920–1945, 10. Auflage, Motorbuch Verlag Stuttgart (1996), ISBN 3-87943-519-7, Seite 443